# Prionailurus bengalensis
El gato de Bengala o gato leopardo (Prionailurus bengalensis) es un felino asiático cuya área de distribución se extiende de Pakistán a Filipinas y de Sumatra hasta Mongolia.

## Resumen
Las hembras llegan a tener entre dos y cuatro cachorros por camada, luego de una gestación de unos sesenta y cinco días. El padre puede ayudar a criar a los cachorros. Se estima que la media de vida sea de doce a quince años.
Miden unos 60 cm de longitud, aunque algunos autores indican que pueden llegar a medir hasta un metro, más la cola que alcanza los 45 cm. Su peso oscila entre los 3 y 8 kg.
La dieta de este felino consta de mamíferos medianos y pequeños, aves, reptiles y peces. Es de hábitos nocturnos, se mantiene activo desde el atardecer hasta el amanecer, aunque no es raro verlo durante el día. Nada con gran agilidad.

## Características

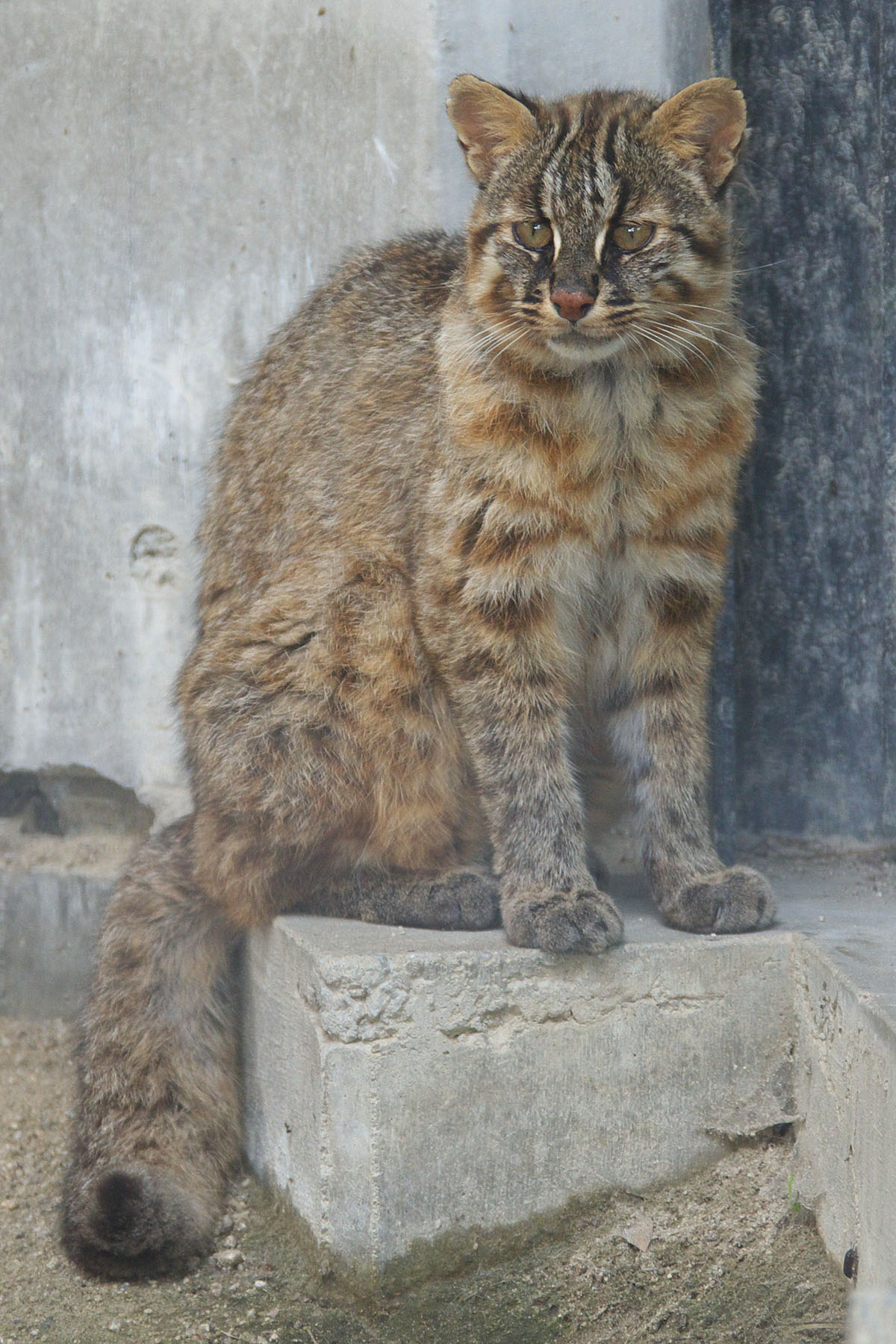
Gato leopardo en Tsushima

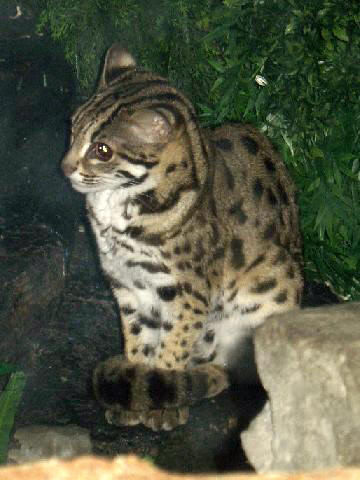
Un gato leopardo en el Zoo de Bronx

Un gato leopardo es aproximadamente del tamaño de un gato doméstico, pero más delgado con patas más largas. Su pequeña cabeza está marcada con dos rayas oscuras prominentes y un corto y estrecho hocico blanco. Tiene dos rayas oscuras que van desde los ojos hasta las orejas y rayas blancas pequeñas que van desde los ojos hasta la nariz. Los respaldos de sus moderadamente largas y redondeadas orejas son de color negro con manchas blancas centrales. Su cuerpo y extremidades están marcados con puntos negros de diferente tamaño y color, y a lo largo de la espalda corren de dos a cuatro hileras de manchas alargadas. La cola es aproximadamente la mitad del tamaño de su longitud cabeza-cuerpo y está salpicada de algunos anillos de color negro. Es de color marrón anaranjado con un pecho y vientre blanco, aunque pálido gris plata en otras zonas. En los trópicos, los gatos leopardo pesan 0,55 a 3,8 kg, tienen longitudes de cabeza-cuerpo de 38,8 a 66 cm, con colas de hasta 17,2-31 cm. En el norte de China y Siberia, pueden pesar hasta 7,1 kg, y tienen longitudes de cabeza-cuerpo de hasta 75 cm; en general, engordan antes del invierno y adelgazan hasta la primavera.

## Distribución y hábitat
Los gatos leopardo son los gatos asiáticos más ampliamente distribuidos. Su gama se extiende desde la región de Amur, en el extremo oriente de Rusia sobre la península de Corea, China, Indochina, el subcontinente indio, al oeste en el norte de Pakistán, y al sur de las Filipinas y las islas de Indonesia. Se encuentran en las áreas utilizadas para la agricultura, pero prefieren hábitats boscosos. Viven en las selvas tropicales de hoja perenne y plantaciones a nivel del mar, en bosques caducifolios subtropicales y bosques de coníferas en las estribaciones de la cordillera del Himalaya a altitudes superiores a 1000 m s. n. m.

## Dieta
Los gatos leopardo son carnívoros y se alimentan de una gran variedad de pequeñas presas incluyendo mamíferos, pequeñas serpientes, lagartos, anfibios, aves e insectos. En la mayor parte de su área de distribución, pequeños roedores como las ratas y ratones constituyen la mayor parte de su dieta, que a menudo se complementa con hierbas, huevos, aves y presas acuáticas. En Tailandia, en Khao Nang Rum Station se analizaron 52 heces, su dieta estaba constituida por la rata espinosa roja (19), la rata negra (1), rattus sp. (14), rata del bambú menor (4), callosciurus sp. (3), ardilla voladora gigante común (1), ardilla de tierra de Berdmore (3), Tupaia glis (3), gimnuro de cola corta  (1), reptiles (8), el jabalí (1) y el tejón porcino (1). Son cazadores activos, que sorprende a su presa con un ataque repentino y un rápido bocado. A diferencia de muchos otros gatos pequeños, ellos no "juegan" con su comida, manteniendo un estricto control con sus garras hasta que el animal está muerto. Esto puede estar relacionado con la proporción relativamente alta de aves en su dieta, que cuando se liberan son más propensas a escapar que los roedores.

## Reproducción
No hay período de reproducción fija en la parte sur de su distribución; en la zona norte donde más frío hace, tienden a reproducirse alrededor de marzo o abril, cuando el clima es lo suficientemente leve como para cuidar y mantener gatitos recién nacidos. El periodo de celo dura entre cinco y nueve días. Si los gatitos no sobreviven, la hembra puede entrar en calor otra vez y tener otra camada de ese año.
Después de un período de gestación de sesenta a setenta días, suelen nacer entre dos y cuatro gatitos que resguardados en guaridas, permanecen hasta que alcanzan el mes de edad. Las crias pesan entre 75 a 130 g al nacer y por lo general duplican su peso por edad de dos semanas; a las cinco semanas, son cuatro veces su peso respecto al nacimiento. Los ojos se abren a los diez días, y los gatitos comienzan a ingerir alimentos sólidos a los veintitrés días. A la edad de cuatro semanas, aparecen los caninos permanentes, y los gatitos comienzan a comer alimentos sólidos. Los gatos leopardo viven durante un máximo de trece años en cautiverio.
Los gatos leopardo generalmente se emparejan para toda la vida y crían a sus gatitos juntos durante siete a diez meses. La madurez completa se alcanza a los dieciocho meses, pero en cautividad el macho puede llegar estar listo para criar a los siete meses, y la hembra a los diez meses.

## Subespecies
- Prionailurus bengalensis alleni
- Prionailurus bengalensis bengalensis, India, Bangladés, sudoeste de Asia, Yunnan.
- Prionailurus bengalensis borneoensis, Borneo.
- Prionailurus bengalensis chinensis, China, Taiwán, Filipinas.
- Prionailurus bengalensis euptailurus, extremo este de Siberia, Mongolia, Manchuria.
- Prionailurus bengalensis heaneyi
- Prionailurus bengalensis horsfieldi, Himalaya.
- Prionailurus bengalensis javanensis, Java.
- Prionailurus bengalensis rabori
- Prionailurus bengalensis sumatranus, Sumatra.
- Prionailurus bengalensis trevelyani, extremo este de Pakistán.

El gato de Iriomote fue considerado una subespecie del gato de Bengala (Prionailurus bengalensis iriomotensis) y vive exclusivamente en la pequeña isla de Iriomote, en las islas Yaeyama (Japón). Desde 2017 es considerado una variedad autóctona de Prionailurus bengalensis euptailurus.